# Миньковка (Донецкая область)
Ми́ньковка (укр. Міньківка) — село Соледарской городской общине Бахмутского района Донецкой области Украины.
Код КОАТУУ — 1420985701. Население по переписи 2001 года составляет 800 человек. Почтовый индекс — 84532. Телефонный код — 6274.

## Адрес старосты
84532, Донецкая область, Бахмутский р-н, с. Миньковка, ул. Центральная, 2,4436-89